# 张邈 (西凉)
张邈（?—?），五胡十六国时期西凉政治人物。

## 生平
张邈开始是後凉的效谷县令。李暠占领敦煌，张邈任敦煌郡长史，北凉段业派将领索嗣率军来争，李暠害怕，想要出迎。张邈与宋繇切谏：“段王暗弱，正是英豪有为之日；将军据一国成资，奈何拱手授人！嗣自恃本郡，谓人情附已，不意将军猝能拒之，可一战擒也。”认为不能迁就而失地，应以军队相抗，为李暠采纳。李暠派遣张邈、宋繇以及他的两个儿子李歆、李让，带兵攻击索嗣，索嗣大败而走，立西凉基业。李暠称凉公，任命唐瑶为征东将军，郭谦为军咨祭酒，索仙为左长史，张邈为右长史，尹建兴为左司马，张体顺为右司马。李暠定议迁都酒泉，以抗北凉沮渠蒙逊。